# 圣热尼拉让蒂耶尔
圣热尼拉让蒂耶尔（法語：Saint-Genis-l'Argentière，法語發音：[sɛ̃ ʒəni laʁʒɑ̃tjɛʁ]）是法国罗讷省的一个市镇，属于里昂区。

## 地理
圣热尼拉让蒂耶尔（45°42'36"N, 4°29'31"E）面积10.65 平方千米，位于法国奥弗涅-罗讷-阿尔卑斯大区罗讷省，该省份为法国中东部省份，北起顺时针与索恩-卢瓦尔省、安省、里昂大都会、伊泽尔省和卢瓦尔省接壤。
与圣热尼拉让蒂耶尔接壤的市镇（或旧市镇、城区）包括：库尔济约、阿韦兹、布吕雪、迪埃尔讷、蒙罗芒、苏济、圣富瓦拉让蒂耶尔、圣洛朗德沙穆塞。

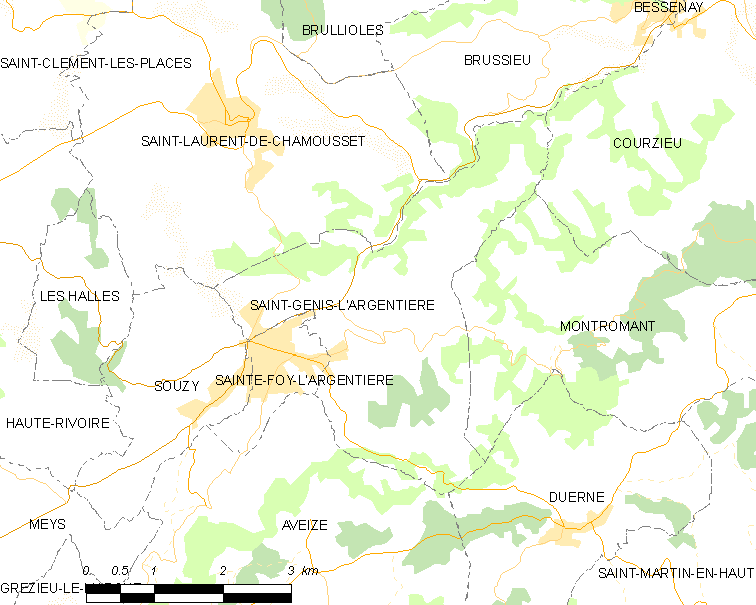
圣热尼拉让蒂耶尔的OSM定位图

圣热尼拉让蒂耶尔的时区为UTC+01:00、UTC+02:00（夏令时）。

## 行政
圣热尼拉让蒂耶尔的邮政编码为69610，INSEE市镇编码为69203。

## 政治
圣热尼拉让蒂耶尔所属的省级选区为拉尔布雷勒县。

## 人口

1962-2008年间圣热尼拉让蒂耶尔人口变化图示

圣热尼拉让蒂耶尔于2022年1月1日时的人口数量为986人。